# Lijst van afleveringen van Charmed (seizoen 8)
Hieronder staat een overzicht en een korte beschrijving van de afleveringen van seizoen 8 van Charmed.
| Still Charmed & Kicking | 25 september 2005 | 8.01 |
| De Charmed Ones worden door de buitenwereld dood gewaand en hebben middels een spreuk hun uiterlijk veranderd. Hoewel Piper en Phoebe genieten van hun magievrije leven, kan Paige haar roeping als lichtgids niet ontlopen. Er blijkt een nieuwe heks te zijn die haar nodig heeft. Tegelijk proberen enkele demonen te bewijzen dat de Charmed Ones nog leven.           |                   |      |
| Malice in Wonderland | 2 oktober 2005    | 8.02 |
| In de hoop de Charmed Ones uit hun tent te lokken, gebruikt een demon genaamd Haas het sprookje van Alice in Wonderland op enkele jonge slachtoffers, waaronder Paige' nieuwe beschermeling: Billie Jenkins. |                   |      |
| Run Piper, Run | 9 oktober 2005    | 8.03 |
| Piper wil een nieuwe baan en gaat op sollicitatiegesprek. Ze wordt echter gearresteerd wanneer blijkt dat haar nieuwe uiterlijk sterk lijkt op dat van een model dat gezocht wordt voor moord. Paige en Phoebe ontdekken dat het model onschuldig is, en dat haar ex-vriend haar de moord in de schoenen heeft geschoven.                                                  |                   |      |
| Desperate Housewitches | 16 oktober 2005   | 8.04 |
| Piper krijgt ruzie met de moeder van een ander kind op Wyatts school. Wat ze niet weet is dat deze moeder een demon is, die Wyatt wil ontvoeren om met zijn kracht de Bron weer tot leven te brengen. |                   |      |
| Rewitched | 23 oktober 2005   | 8.05 |
| Billie brengt het nieuwe leven van de Charmed Ones in gevaar wanneer agent Murphy, die al lange tijd vermoedt dat de Charmed Ones niet dood zijn, haar betrapt op bovennatuurlijke activiteiten. |                   |      |
| Kill Billie Vol. 1 | 30 oktober 2005   | 8.06 |
| Billie raakt verlamd van angst wanneer ze wordt geconfronteerd met een demon genaamd “The Dogan”. Ze gebruikt magie om haar angst te overwinnen. Bij haar jacht op de demon herleeft ze een gebeurtenis uit haar kindertijd, toen haar zus Christy door demonen werd ontvoerd.                                                                                             |                   |      |
| The Lost Picture Show | 6 november 2005   | 8.07 |
| Paige wil haar oude baan als sociaal medewerker terug. Haar vader Sam vraagt haar hulp bij het beschermen van J.D., een toekomstige lichtgids die na vijftig jaar weg te zijn geweest opeens weer is opgedoken. |                   |      |
| Battle of the Hexes | 13 november 2005  | 8.08 |
| De Charmed Ones helpen agent Murphy met een aantal onopgeloste zaken. Ondertussen vindt Billie een riem en doet hem om, met dramatische gevolgen. |                   |      |
| Hulkus Pocus | 20 november 2005  | 8.09 |
| Een vreemde ziekte verspreidt zich door de magische gemeenschap. Al snel blijkt dat de overheid een demon heeft gevangen in een poging supersoldaten te maken, maar dat hierbij per ongeluk een gevaarlijk virus is ontstaan. Ook Billie wordt geïnfecteerd. |                   |      |
| Vaya Con Leos | 27 november 2005  | 8.10 |
| De Engel des Doods verschijnt aan de Charmed Ones met de mededeling dat het Leo’s tijd is om te sterven. De Charmed Ones moeten nog een groot gevecht leveren, en de Engel van het Lot hoopt dat Leo’s dood hen meer zal motiveren. De Charmed Ones maken een deal met haar om Leo in leven te laten. Wel zal hij tot na het gevecht van de Charmed Ones worden afgenomen. |                   |      |
| Mr. and Mrs. Witch | 8 januari 2006    | 8.11 |
| Billies ouders zijn in de stad. Billie verandert hen met haar nieuwe krachten per ongeluk in professionele huurmoordenaars. |                   |      |
| Payback's a Witch | 15 januari 2006   | 8.12 |
| Henry, Paige' nieuwe geliefde, wil een van zijn medewerkers een lening geven. Eenmaal bij de bank neemt de man iedereen in gijzeling. Paige moet hem zien te kalmeren, en ontdekt een nieuwe lichtgidskracht. Ondertussen verandert Wyatt tijdens zijn derde verjaardag drie van zijn speelgoedpoppen in echte mensen.                                                     |                   |      |
| Repo Manor | 22 januari 2006   | 8.13 |
| Phoebe wil een eigen leven, en huurt een eigen appartement. Ondertussen twijfelt Paige of ze Henry de waarheid moet vertellen over het feit dat ze een heks is. Een groep demonen krimpt de zussen en stopt hen in een miniatuurversie van het herenhuis om zo hun krachten te stelen.                                                                                     |                   |      |
| 12 Angry Zen | 12 februari 2006  | 8.14 |
| Terwijl ze zoekt naar Leo, krijgt Piper een bericht van de monnik Lo-Zen. Hij is de bewaker van een krachtige Boeddhistische staf die de macht van invloed bezit. Billie vindt haar zus Christy. |                   |      |
| The Last Temptation of Christy | 19 februari 2006  | 8.15 |
| Paige ontdekt de moeilijkheden van uitgaan met een normale man wanneer Henry haar magische leven probeert te begrijpen. Ondertussen wordt ze bezocht door een mannelijke lichtgids/heks die met haar wil trouwen zodat ze samen het ultieme magische liefdespaar vormen.                                                                                                   |                   |      |
| Engaged and Confused | 26 februari 2006  | 8.16 |
| Piper bereid een verlovingsfeest voor Paige en Henry voor, maar de twee krijgen hun bedenkingen over hun relatie. Ondertussen wordt Phoebe gevolgd door een man die later een cupido blijkt te zijn, gestuurd door de Ouderlingen. |                   |      |
| Generation Hex | 16 april 2006     | 8.17 |
| Twee studenten van de magieschool waarschuwen de Charmed Ones dat demonen die door Leo in de kelder van de school waren opgesloten zijn ontsnapt, en nu uit zijn op wraak. Paige gaat op huwelijksreis, terwijl Christy Billie bij de zussen vandaan probeert te halen. |                   |      |
| The Torn Identity | 23 april 2006     | 8.18 |
| Christy wordt door de demon Creo ervan overtuigd om Billie weg te halen bij de Charmed Ones. Volgens hem moeten ze samen hun duistere lot vervullen. |                   |      |
| The Jung and the Restless | 30 april 2006     | 8.19 |
| Christy brengt elk van de Charmed Ones in een droomachtige toestand zodat zij en Billie dingen over hen kunnen leren en die tegen hen kunnen gebruiken. |                   |      |
| Gone with the Witches | 7 mei 2006        | 8.20 |
| Ervan overtuigd dat de Charmed Ones te veel met zichzelf bezig zijn om het “grotere goed” te beschermen, spant Billie samen met haar zus om de reputatie van de Charmed Ones te ruïneren. |                   |      |
| Kill Billie Vol. 2 | 14 mei 2006       | 8.21 |
| Billie en Christy nemen het huis van de Charmed Ones over, terwijl de Charmed Ones zelf moeten schuilen in de onderwereld. Beide groepen absorberen de Hollow waarna de ultieme krachtmeting tussen hen losbarst. Alleen Piper en Billie overleven dit. |                   |      |
| Forever Charmed | 21 mei 2006       | 8.22 |
| Billie beseft dat Christy haar heeft misleid. Samen met Piper reist ze terug in de tijd om Paige en Phoebe te redden. Samen vernietigen ze Christy en de Triade. Het grote gevecht is voorbij en Leo keert weer terug. |                   |      |